# Харкишан Синг Сурџит
Харкишан Синг Сурџит (енгл. Harkishan Singh Surjeet; (23. март 1916 — 1. август 2008) био је индијски политичар и генерални секретар Комунистичке партије Индије (марксистичке) од 1992. до 2005. године. Такође је био и важан вођа сељачког покрета.

## Биографија
Рођен је 1916. године у породици Сика. У марту 1932. године истакнуо је индијску застава на судској згради у Хошијапуру, због чега су га колинијални војници двапут упуцали. Британска колонијална власт га је ухапсила и затворила. Након овог догађаја, он је дошао у контакт с комунистичким покретом. Године 1934. се придружио Комунистичкој партији Индије (КПИ), а 1935. се придружио Конгресној социјалистичкој партији. Године 1938. је био изабран као секретар, Сељачког савеза у држави Панџаб. Исте је године прешао у Утар Прадеш, где је покренуо новине Чингари.
Када је избио Други светски рат, Сурџит је отишао у илегалу. Био је ухапшен 1940. и остао у затвору до 1944. године. Током поделе Индије, активно је промицао склад између различитих верских заједница у Панџабу.
На Трећем конгресу КП Индије у јануару 1954. Сурџит је био изабран за члана Политбироа партије. Када се партија поделила 1964. године, он је стао на страну КП Индије (марксистичке). Од тада је био члан Политбироа партије, па све до своје смрти. Након избора 1989, 1996. и 2004. играо је важну улогу у прикупљању иницијативе да се формира секуларна и национална коалиција владе Индије.
Од 1992. до 2005. године је био генерални секретар КП Индије (марксистичке), након чега је отишао у пензију.
Умро је од затајења срца у Њу Делхију 1. августа 2008. године у 92. години живота.
Аутор је књига „Аграрне реформе у Индији“, „Дешавања у Панџабу“ и „Историја комунистичке партије“.
Иако је увек на глави носио турбан Сика, Сурџит се опредељивао као атеиста.